# Имре Топлак
Имре Топлак (мађ. Imre Toplak; Бајмок, 4. новембар 1933 — Нови Сад, 2013) био је југословенски диригент мађарског порекла. Био је један од најзапаженијих југословенских музичких уметника и дугогодишњи диригент Српског народног позоришта у Новом Саду.

## Биографија
Од 1956. до 1958. радио као корепетитор хора Уметничког ансамбла Дома ЈНА. Дипломирао је на Музичкој академији у Београду 1960. године у класи професора Михајла Вукдраговића. Већ следеће године постаје стални диригент опере и балета Српског народног позоришта у Новом Саду.
Дириговао је најзначајнија дела оперског, балетског, оперетског, као и симфонијског репертоара. Између педесет оперских и балетских представа, то су:
- Ђузепе Верди - Набуко, Аида, Симоне Боканегра, Трубадур, Травијата...
- Ђакомо Пучини - Тоска, Мадам Батерфлај, Боеми, Турандот...
- Ђоакино Росини - Севиљски берберин, Пепељуга[1]
- Гаетано Доницети - Љубавни напитак, Лучија од Ламермура, Дон Пасквале, Вива ла Мама...
- Амилкаре Поникиели - Ђоконда
- Сергеј Прокофјев - Ромео и Јулија
- Стеван Христић - Охридска легенда, Сутон
- Франц Лехар - Земља смешка, Весела удовица (као и прераду Ангела Шурева у балет)
- Имре Калман - Кнегиња чардаша
- Јохан Штраус мл. - Слепи миш, Барон циганин, Јабука
- Петар Стојановић - Војвода од Рајхштата
- Исидор Бајић - Кнез Иво од Семберије
- Микис Теодоракис - Грк Зорба

и многе друге...
Дириговао је и прво извођење балета Адолфа Адама „Жизела”'у СНП-у 11. марта 1962.
Наступао је у земљи и иностранству (Египат, Белгија, Луксембург, Чешка, Словачка, Италија, Мађарска, Румунија, Грчка, СССР, Ирак, Северна Македонија...).
Добитник је већег броја награда и признања: Југословенске радио-телевизије, Удружења музичких уметника Војводине (УМУВ), Октобарске награде Новог Сада, Златне медаље СНП-а „Јован Ђорђевић” и Ордена рада са златним венцем.
Од 1991. до 2008. године се бавио и педагошким радом као стални професор на Академији уметности у Новом Саду.
Умро је у Новом Саду, 29. децембра 2013. године.